# Municipio de Union (condado de Highland)
El municipio de Union (en inglés: Union Township) es un municipio ubicado en el condado de Highland en el estado estadounidense de Ohio. En el año 2010 tenía una población de 2065 habitantes y una densidad poblacional de 26,84 personas por km².

## Geografía
El municipio de Union se encuentra ubicado en las coordenadas 39°15′39″N 83°43′22″O / 39.26083, -83.72278. Según la Oficina del Censo de los Estados Unidos, el municipio tiene una superficie total de 76.94 km², de la cual 76,8 km² corresponden a tierra firme y (0,18 %) 0,14 km² es agua.

## Demografía
Según el censo de 2010, había 2065 personas residiendo en el municipio de Union. La densidad de población era de 26,84 hab./km². De los 2065 habitantes, el municipio de Union estaba compuesto por el 97,63 % blancos, el 0,53 % eran afroamericanos, el 0,44 % eran amerindios, el 0,1 % eran asiáticos, el 0,19 % eran de otras razas y el 1,11 % eran de una mezcla de razas. Del total de la población el 0,58 % eran hispanos o latinos de cualquier raza.